# 里中将道
里中将道（さとなか まさみち、1994年4月14日 - ）は、日本の俳優。大阪府出身。マリー社所属。

## 人物
- KYOTO SAMURAI BOYS・team桔梗リーダー[2]。
- 趣味は、映画鑑賞・サーフィン・ドラム・絵
- 特技は、バスケットボール・スノーボード・水泳・ボーリング
- 好きな飲み物はレモンティー。辛い物がかなり得意。
- 座右の銘は、昔から母親に言われてきた言葉で「調子に乗るな、勘違いするな、常に謙虚に」[3]。

## 出演

### 舞台
2019年
- KYOTO SAMURAI BOYS（8月、KYOTO SAMURAI THEATER※現OIDEYASU THEATER） - チーム桔梗リーダー侍号8[4]

2020年
- MANKAI STAGE『A3!』 - 新庄リョウ 役
  - AUTUMN 2020（1月18日 - 26日、品川プリンスホテル ステラボール / 1月31日 - 2月2日、アイプラザ豊橋 / 2月6日 - 16日、AiiA 2.5 Theater Kobe / 2月20日 - 3月1日、品川プリンスホテル ステラボール） [5]
  - Four Seasons LIVE 2020（9月17日 - 20日、東京ガーデンシアター）[6]
- ヒプノシスマイク-Division Rap Battle- Rule the Stage-track.3-（10月2日 - 11日、TOKYO DOME CITY HALL） - 躑躅森盧笙（つつじもり ろしょう） 役[7]

2021年
- 星の飛行士（1月6日 - 17日、サンシャイン劇場 / 1月27日 - 31日、梅田芸術劇場 シアター・ドラマシティ） - ベガ 役[8]
- 黒執事 寄宿学校の秘密（3月5日 - 21日、天王洲 銀河劇場 / 3月25日 - 28日、メルパルクホール大阪 / 4月1日 - 4日、梅田芸術劇場 シアター・ドラマシティ） - ロレンス・ブルーアー 役[9]
- ヒプノシスマイク-Division Rap Battle- Rule the Stage-Battle of Pride-（8月14日 - 15日、丸善インテックスアリーナ大阪 / 8月24日 - 25日、ぴあアリーナMM） - 躑躅森盧笙 役 [10]
- アナタを幸せにする世界の伝説シリーズ vol.2 霧の中のノスフェラトゥ ドラキュラ伝説（9月16日 - 23日、シアターサンモール） - シュテファン 役 [11]
- キセキ -あの日のソビト-（10月22日 - 11月7日、紀伊國屋サザンシアター TAKASHIMAYA / 11月11日 - 12日、COOL JAPAN PARK OSAKA WWホール） - SOH 役[12]

2022年
- 桜蘭高校ホスト部（1月15日 - 23日、天王洲 銀河劇場 / 1月29日 - 30日、メルパルクホール大阪※公演中止[13]) - 鳳鏡夜 役 [14]
- KYOTO SAMURAI BOYS 東京見参〜天〜（3月25日 - 4月3日、Mixalive TOKYO Theater Mixa) - team桔梗リーダー 侍号08 役[15]
- ピオフィオーレの晩鐘(5月5日 - 15日、サンシャイン劇場） - ギルバート・レッドフォード 役[16]
- ヒプノシスマイク-Division Rap Battle- Rule the Stage - 躑躅森盧笙 役
  - 《Mix Tape1》(7月14日、TOKYO DOME CITY HALL)※公演中止[17]
  - どついたれ本舗 VS Buster Bros!!!(9月23日 - 10月2日、TOKYO DOME CITY HALL / 10月5日 - 10日、COOL JAPAN PARK OSAKA WWホール)[18]
- 桜蘭高校ホスト部f（12月2日 - 11日、天王洲 銀河劇場 / 12月17日 - 18日、サンケイホールブリーゼ） - 鳳鏡夜 役[19]

2023年
- ホチキス第46回公演「播磨谷ムーンショット」（4月7日 - 16日、あうるすぽっと） - 主演：シコミ 役[20]
- ヒプノシスマイク-Division Rap Battle- Rule the Stage - 躑躅森盧笙 役
  - Rep LIVE side D.H（5月27日、Zepp Fukuoka / 6月2日 - 6月4日、Zepp Osaka Bayside / 7月18 - 19日、KT Zepp Yokohama） [21]
  - Battle of Pride 2023（9月3日、大阪城ホール / 9月7日 - 10日、ぴあアリーナMM）[22]
- 劇団TEAM-ODAC第38回本公演『続・猫と犬と約束の燈〜宝物の手〜』（9月27日 - 10月1日、新国立劇場 小劇場）[23]
- よじれたギャラリー (10月28日、テアトルBONBON) - ランナー 役(日替わりゲスト)
- 桜蘭高校ホスト部Fine（12月2日 - 10日、天王洲 銀河劇場） - 鳳鏡夜 役[24]

2024年
- HIGH CARD the STAGE CRACK A HAND（1月19日 - 29日、シアター1010） - ボビー・ボール 役[25]
- 九十九想太の生活（2月28日 - 3月3日、シアターアルファ東京) - 九十九悠也 役[26]
- サイボーグ009（5月18日 - 26日、日本青年館ホール） - 004 / アルベルト・ハインリヒ 役[27]
- コブクロ JUKE BOX reading musical”FAMILY” (7月25日、紀伊國屋サザンシアター TAKASHIMAYA)[28]
- ホチキス第49回公演「スクールバス」（8月15日 - 18日、東京芸術劇場シアターウエスト) - 東海林湊 役[29]
- アナタを幸せにする世界の伝説シリーズ・ファイナル 音楽劇 ヴィーデン劇場の魔笛〜モーツァルト伝説〜 (9月17日 - 9月23日、シアターサンモール) - ロベルト・シューマン 役
- ハンドレッドノート〜暗闇に消えた月〜（10月12日、品川プリンスホテル クラブeX） - 日替わりゲスト[30]

2025年
- 舞台『WIND BREAKER』（1月3日 - 5日、COOL JAPAN PARK OSAKA WWホール / 1月10日 - 19日、シアターH） - 十亀条 役[31]
- ミュージカル『ジェイミー』（7月9日 - 27日、東京建物 Brillia HALL / 8月1日 - 3日、大阪新歌舞伎座 / 8月9日 - 11日、愛知県芸術劇場 大ホール） - サイード 役[32]
- 劇団ホチキス 第51回本公演『ワンマイク』（9月23日 - 28日〈予定〉、新国立劇場 小劇場） - 藤井寺涙 役[33]
- 舞台『サイボーグ009 -13番目の追跡者-』（11月14日 - 24日、品川プリンスホテル ステラボール） - 004 / アルベルト・ハインリヒ 役[34]

### テレビドラマ
- ブラックリベンジ 4話（2017年10月26日、日本テレビ）
- トドメの接吻 1話・2話（2018年1月7日・14日、日本テレビ）
- チア☆ダン （2018年7月 - 9月、TBSテレビ）[35]
- いだてん〜東京オリムピック噺〜 第28話- 33話（2019年、NHK総合） - 河石達吾 役
- 奪われた僕たち（2024年4月12日 - 5月17日、毎日放送） - 安達頼人 役[36]

### テレビ番組
- バゲット（2020年10月7日、日本テレビ） - ゲスト出演
- オダイバ!!超次元音楽祭 Z世代のスター大集合SP（2021年8月16日、フジテレビ）[37]

### 映画
- 走れ!T校バスケット部（2018年、東映）
- ヒヤシンス（2021年） - 南野涼 役

### WEB番組
- まさゆうの今なにしとん？（2020年5月3日 - 、ONSTAGE）
- 里中将道の1人で頑張りましょう（2020年8月5日 - 、ONSTAGE）
- キャストサイズチャンネル（ニコニコ生放送） - ゲスト出演
  - 『キャストサイズニュース』第127回 （2020年12月16日）
  - 『キャストサイズニュース』第131回 （2021年4月21日）
  - 『キャストサイズニュース』第138回 （2021年11月17日）
  - 『キャストサイズニュース・祝8周年スペシャル！』第145回 （2022年6月15日）
  - 『キャストサイズニュース』第151回 （2022年12月21日）
  - 『キャストサイズニュース・祝9周年スペシャル！』第157回 （2023年6月14日）

- 太田将熙＆里中将道といっしょにみよう！「ウィジャ・シャーク / 霊界サメ大戦」生コメンタリー@ネットホラーフェス2022 （2022年8月24日、ニコニコ生放送）
- TWiN PARADOX STATiON （2022年11月28日、SHOWROOM） - ゲスト出演
- 全惑星★激あまやかしバラエティ「箱入りミュータント」第5話 （2023年5月5日、DMM） - ゲスト出演

### CM
- docomo ディズニーデラックス トイ・ストーリー篇 （2019年）
- LINE 「LINE Payでわりかん 合コン」篇
- mixi minimo「ミニモ♡テク」
- 東京海上日動「青き世代の未来にエールを。」（2022年3月）

### イベント
2021年
- 2021 MASAMICHI SATONAKA FC Online Greeting （1月9日 - 10日）
- 『ヒプノシスマイク -Division Rap Battle-』 Rule the Stage VISUAL COMMENTARY -（6月6日、Mixalive TOKYO）
- 公式前田館｜前田館だけのおトクな大薮1st Live Stage「ココアとポン酢のDream Match！アッ！と驚くChemical Reaction！！ココポー－ーンズ！！」第3部ゲスト -（6月27日、日本橋公会堂（日本橋劇場）

2022年
- 白シャツ男子 写真展（2月16日 - 20日）[38]
- 里中将道 Birthday Event  (4月16日、音楽の友ホール）
- 里中将道 オンライングリーティングイベント （6月10日 - 12日）
- サナレッジ ファンイベントvol.01～課外授業！～ 第二部ゲスト (7月24日、全電通労働会館)
- 「アヤカシモノガタリ-とある温泉宿の恋噺- Vol.1 藍鉄」リリース記念 里中将道トークイベント (7月30日、YMCAアジア青少年センター Yホール)
- 福澤侑バースデーイベント「“YUUENCHI”Birthday Party」1部ゲスト（10月18日）
- 里中将道オリジナルデザインアクセサリー「リミスタ」オンライン特典会（10月22日）
- 堪大、祝って欲しいんだい！～Birthday Event 2022～ 昼の部ゲスト（10月23日、HEP HALL）
- 「SSH THE EXHIBITION vol.20 Anniversary」写真展 (12月16日 - 18日、SPACE A9)
- 里中将道 2023カレンダー手渡し会 (12月24日、SLC本町 / 12月25日、LMJ東京研修センター)

2023年
- ＋STA Exhibition (1月30日 - 2月12日、＋ART GALLERY)
- 里中将道 Birthday Event 2023 (4月22日、新宿文化センター 小ホール)
- Tokyo Street Moment (4月24日 - 30日、+ART GALLERY)
- オンライントークイベント (7月23日)
- まさゆうの今なにしとん？ 1st Anniversary Event (9月17日、天空劇場)
- GoTo Residence FAN EVENT Vol.2 ゲスト出演 (9月18日、WATERRAS COMMON)
- ACTORS☆LEAGUE in Basketball 2023（10月11日、東京体育館 メインアリーナ）[39]
- SSH Arts District Exhibition (12月2日 - 3日、カルトクラブスタジオ代官山)
- NxT Treasure 2023 Winter Collection (12月21日、山野ホール)
- 里中将道 2024カレンダー 手渡し会 (12月23日、CIVI研修センター新大阪東 / 12月24日、LMJ東京研修センター)

2024年
- SSH Backstage Exhibition (1月27日 - 28日、elephant STUDIO)
- 二葉兄弟生誕祭2024 2部ゲスト (4月10日、日本橋社会教育会館)
- MASAMICHI BIRTHDAY EVENT 2024 (4月14日、WATERRAS COMMON)
- SHOGO TAZURU Birthday Event 2024 2部ゲスト (6月2日、高田馬場BSホール)
- ACTORS☆LEAGUE in Dance 2024（8月27日、有明アリーナ)[40]
- ACTORS☆LEAGUE in Basketball 2024（9月3日、東京体育館 メインアリーナ）[41]

2025年
- ACTORS☆LEAGUE in Dance 2025（8月26日〈予定〉、国立代々木競技場 第一体育館）[42]

## ディスコグラフィ
- KYOTO SAMURAI BOYS 壱（2020年3月）
- ヒプノシスマイク-D.R.B-Rule tha stage-track.3- - 躑躅森盧笙 役
- シチュエーションドラマCD アヤカシモノガタリ-とある温泉宿の恋噺-vol.1 藍鉄（2022年7月30日）

## 書籍

### 写真集
- 里中将道1st写真集 Laugh&ROUGH（2021年10月9日発売）[43]
- 里中将道2nd写真集 UKA（2024年9月27日発売）[44]